# Abdou Semmar
Abdou Semmar (en arabe : عبدو سمار), de son vrai nom Mohamed Abderrahmane Semmar, né le 4 avril 1984 à Alger, est un journaliste d'investigation algérien. Il est également le fondateur du journal en ligne Algérie Part.

## Carrière de journaliste
Il a été journaliste à Le Midi libre, Le Temps d'Algérie et El Watan. Il est rédacteur en chef du site Algérie-Focus avant de fonder le site de média en ligne Algérie Part (en référence au média électronique Mediapart).
En 2015, l'émission satirique Djazaïria Week-end, co-animé par Abdou Semmar et diffusée sur la chaine El Djazairia One, est suspendue après avoir évoqué le patrimoine immobilier à Paris d'un ministre algérien et de sa fille par les auteurs du livre Paris-Alger, une histoire passionnelle des journalistes Christophe Dubois et Marie-Christine Tabet.
Journaliste très critique de certaines personnalités du régime algérien, il se déclare victime à plusieurs reprises d'intimidations et dit avoir peur pour lui-même et sa famille.

## Menaces et condamnation
En octobre 2018, Abdou Semmar est placé à la prison d'El-Harrach pour « chantage et extorsion de fonds à des personnalités, dont le wali d'Alger, Abdelkader Zoukh ». Relaxé 17 jours après en attendant un « complément d'enquête », Abdou Semmar essaie de quitter l'Algérie dès sa libération. Il s'est réfugié en France depuis 2019.
Il s'est dit victime de menaces après ses interventions dans le média pro-israélien i24News.
En octobre 2022, un tribunal d’Alger condamne à mort, par contumace, Abdou Semmar pour des accusations d’espionnage et pour « diffusion de fausses informations susceptibles de porter atteinte à la sécurité nationale ou à l’ordre public », en lien avec son média en ligne Algérie Part. Un mandat d’arrêt international est émis à son encontre. Abdou Semmar, déclare qu'il n’a pas eu accès au dossier et pense que les charges découlent d’une enquête qu’il a menée en 2020 dans le cadre des affaires Sonatrach, qui concernent l’entreprise nationale pétrolière et gazière Sonatrach. En août 2023, Abdou Semmar indique avoir été victime d'une agression. Le journaliste Nicolas Beau considère qu'il est « très inquiétant de voir certains réseaux de barbouzes pénétrer sur le territoire français pour agresser des Algériens »,. Les deux agresseurs ont été condamnés par la justice française à cinq ans et 18 mois de prison.

## Livre
Il a écrit un roman La passion maudite, publié en 2008 chez les Éditions Le Manuscrit,  (ISBN 9782304016062).